# Meusnes
Meusnes est une commune française située dans le département de Loir-et-Cher en région Centre-Val de Loire.
Localisée au sud du département, la commune fait partie de la petite région agricole « les Plateaux bocagers de la Touraine méridionale », regroupant des milieux très hétérogènes, plateau dénudé de Pontlevoy, vallée du Cher bordée de coteaux de vignes et aspects de gâtine au-delà.
L'occupation des sols est marquée par l'importance des espaces agricoles et naturels qui occupent la quasi-totalité du territoire communal. Plusieurs espaces naturels d'intérêt sont présents dans la commune : deux espaces protégés, deux sites natura 2000, trois zones naturelles d'intérêt écologique, faunistique et floristique (ZNIEFF) et un espace naturel sensible,  En 2010, l'orientation technico-économique de l'agriculture dans la commune est la culture des céréales et des oléoprotéagineux. À l'instar du département qui a vu disparaître le quart de ses exploitations en dix ans, le nombre d'exploitations agricoles a fortement diminué, passant de 5 en 1988, à 18 en 2000, puis à 15 en 2010.
Le patrimoine architectural de la commune comprend un bâtiment porté à l'inventaire des monuments historiques : l'église Saint-Pierre.

## Géographie

### Localisation et communes limitrophes
La commune de Meusnes se trouve au sud du département de Loir-et-Cher, dans la petite région agricole des Plateaux bocagers de la Touraine méridionale,. À vol d'oiseau, elle se situe à 39,8 km  de Blois, préfecture du département, à 22,5 km de Romorantin-Lanthenay, sous-préfecture, et à 9,8 km de Saint-Aignan, chef-lieu du canton de Saint-Aignan dont dépend la commune depuis 2015. La commune fait en outre partie du bassin de vie de Selles-sur-Cher.
Les communes les plus proches sont : 
Châtillon-sur-Cher (2,8 km), Lye (3 km)(Indre), La Vernelle (3,4 km)(Indre), Couffy (4,1 km), Fontguenand (4,6 km)(Indre), Selles-sur-Cher (5,4 km), Villentrois (6,5 km)(Indre), Billy (7,6 km) et Seigy (7,6 km).
| Couffy (Loir-et-Cher)               | Châtillon-sur-Cher (Loir-et-Cher) | Selles-sur-Cher (Loir-et-Cher) |
| Couffy (Loir-et-Cher) / Lye (Indre) | Meusnes                           | La Vernelle (Indre)            |
| Lye (Indre)                         | Fontguenand (Indre)               |                                |

Le territoire communal est traversé par le sentier de grande randonnée de pays de Valençay.
Le territoire communal est arrosé par la rivière Fouzon.
La commune se trouve dans l'aire géographique et dans la zone de production du lait, de fabrication et d'affinage du fromage valençay, du selles-sur-cher et du sainte-maure-de-touraine.

### Hydrographie
La commune est drainée par le Fouzon (6,188 km) et par divers petits cours d'eau, constituant un réseau hydrographique de 10,46 km de longueur totale.
Le Fouzon traverse la commune du sud-est vers le nord-ouest. D'une longueur totale de 59 km, il prend sa source dans la commune de Nohant-en-Graçay (Cher) et se jette  dans le Cher à Couffy (Loir-et-Cher), après avoir traversé 14 communes. 
Sur le plan piscicole, ce cours d'eau est classé en deuxième catégorie, où le peuplement piscicole dominant est constitué de poissons blancs (cyprinidés) et de carnassiers (brochet, sandre et perche).

### Climat
Pour des articles plus généraux, voir Climat du Centre-Val de Loire et Climat de Loir-et-Cher.
En 2010, le climat de la commune est de type climat océanique dégradé des plaines du Centre et du Nord, selon une étude du CNRS s'appuyant sur une série de données couvrant la période 1971-2000. En 2020, Météo-France publie une typologie des climats de la France métropolitaine dans laquelle la commune est exposée à un climat océanique altéré et est dans la région climatique Centre et contreforts nord du Massif Central, caractérisée par un air sec en été et un bon ensoleillement.
Pour la période 1971-2000, la température annuelle moyenne est de 11,6 °C, avec une amplitude thermique annuelle de 14,8 °C. Le cumul annuel moyen de précipitations est de 659 mm, avec 10,7 jours de précipitations en janvier et 6,7 jours en juillet. Pour la période 1991-2020, la température moyenne annuelle observée sur la station météorologique de Météo-France la plus proche, dans la commune de Lye à 3 km à vol d'oiseau, est de 12,1 °C et le cumul annuel moyen de précipitations est de 673,1 mm,. Pour l'avenir, les paramètres climatiques de la commune estimés pour 2050 selon différents scénarios d'émission de gaz à effet de serre sont consultables sur un site dédié publié par Météo-France en novembre 2022.

### Milieux naturels et biodiversité

#### Espaces protégés
La protection réglementaire est le mode d'intervention le plus fort pour préserver des espaces naturels remarquables et leur biodiversité associée. Deux espaces protégés sont présents dans la commune : « Meusnes », un terrain acquis par le Conservatoire d'espaces naturels Centre-Val de Loire. Il présente une superficie de 21,1 ha, 
« Prairie du Fouzon », un terrain acquis par le Conservatoire d'espaces naturels Centre-Val de Loire. Il présente une superficie de 70,71 ha..

#### Sites Natura 2000
Le réseau Natura 2000 est un réseau écologique européen de sites naturels d'intérêt écologique élaboré à partir des Directives « Habitats » et « Oiseaux ». Ce réseau est constitué de zones spéciales de conservation (ZSC) et de Zones de protection spéciale (ZPS). Dans les zones de ce réseau, les États membres s'engagent à maintenir dans un état de conservation favorable les types d'habitats et d'espèces concernés, par le biais de mesures réglementaires, administratives ou contractuelles. L'objectif est de promouvoir une gestion adaptée des habitats tout en tenant compte des exigences économiques, sociales et culturelles, ainsi que des particularités régionales et locales de chaque État membre. Les activités humaines ne sont pas interdites, dès lors que celles-ci ne remettent pas en cause significativement l'état de conservation favorable des habitats et des espèces concernés. Des parties du territoire communal sont incluses dans les sites Natura 2000 suivants : 
- les « Vallée du Cher et coteaux, forêt de Grosbois », d'une superficie de 1 700 ha[24] ;
- les « Prairies du Fouzon », d'une superficie de 1 693 ha[25].

#### Zones naturelles d'intérêt écologique, faunistique et floristique
L'inventaire des zones naturelles d'intérêt écologique, faunistique et floristique (ZNIEFF) a pour objectif de réaliser une couverture des zones les plus intéressantes sur le plan écologique, essentiellement dans la perspective d'améliorer la connaissance du patrimoine naturel national et de fournir aux différents décideurs un outil d'aide à la prise en compte de l'environnement dans l'aménagement du territoire. Le territoire communal de Meusnes comprend trois ZNIEFF : 
- les « Prairies d'Aveigne (Prairies du Fouzon partie est) » (313,34 ha)[27] ;
- les « Prairies de la confluence Cher - Fouzon » (161,93 ha)[28] ;
- les « Prairies du Fouzon » (2 031,36 ha)[29].

#### Espaces naturels sensibles
Dans le cadre de sa politique environnementale, le Conseil départemental labellise certains sites au patrimoine naturel remarquable, les « espaces naturels sensibles », dans le but de les préserver, les faire connaître et les valoriser. Vingt-six sites sont ainsi identifiés dans le département dont un situé sur le territoire communal : les « Prairies alluviales du Cher et du Fouzon ».

## Urbanisme

### Typologie
Au 1er janvier 2024, Meusnes est catégorisée commune rurale à habitat dispersé, selon la nouvelle grille communale de densité à sept niveaux définie par l'Insee en 2022.
Elle est située hors unité urbaine et hors attraction des villes,.

### Occupation des sols
L'occupation des sols est marquée par l'importance des espaces agricoles et naturels (96,8 %). La répartition détaillée ressortant de la base de données européenne d'occupation biophysique des sols Corine Land Cover millésimée 2012 est la suivante : 
terres arables (11,6 %), 
cultures permanentes (0,6 %), 
zones agricoles hétérogènes (15,4 %), 
prairies (3,5 %), 
forêts (65,2 %), 
milieux à végétation arbustive ou herbacée (0,7 %), 
zones urbanisées (1 %), 
espaces verts artificialisés non agricoles (0,5 %), 
zones industrielles et commerciales et réseaux de communication (1,7 %), 
eaux continentales (0,5 %).

### Planification
En matière de planification, la commune, en 2017, avait engagé l'élaboration d'un plan local d'urbanisme. Par ailleurs, à la suite de la loi ALUR (loi pour l'accès au logement et un urbanisme rénové) de mars 2014, un plan local d'urbanisme intercommunal couvrant le territoire de la Communauté de communes Val-de-Cher-Controis a été prescrit le 9 février 2015.

### Habitat et logement
Le tableau ci-dessous présente la typologie des logements à Meusnes en 2016 en comparaison avec celle du Loir-et-Cher et de la France entière. Une caractéristique marquante du parc de logements est ainsi une proportion de résidences secondaires et logements occasionnels (16,3 %) inférieure à celle du département (18 %) mais supérieure à celle de la France entière (9,6 %). Concernant le statut d'occupation de ces logements, 78,6 % des habitants de la commune sont propriétaires de leur logement (80,9 % en 2011), contre 68,1 % pour le Loir-et-Cher et 57,6 pour la France entière.
|                                                         | Meusnes | Loir-et-Cher | France entière |
| ------------------------------------------------------- | ------- | ------------ | -------------- |
| Résidences principales (en %)                           | 74,0    | 74,5         | 82,3           |
| Résidences secondaires et logements occasionnels (en %) | 16,3    | 18           | 9,6            |
| Logements vacants (en %)                                | 9,7     | 7,5          | 8,1            |

### Risques majeurs
Le territoire communal de Meusnes est vulnérable à différents aléas naturels : inondations (par débordement du Cher ou par ruissellement), climatiques (hiver exceptionnel ou canicule), mouvements de terrains ou sismique (sismicité faible).
Il est également exposé à un risque technologique :  le transport de matières dangereuses,.

#### Risques naturels

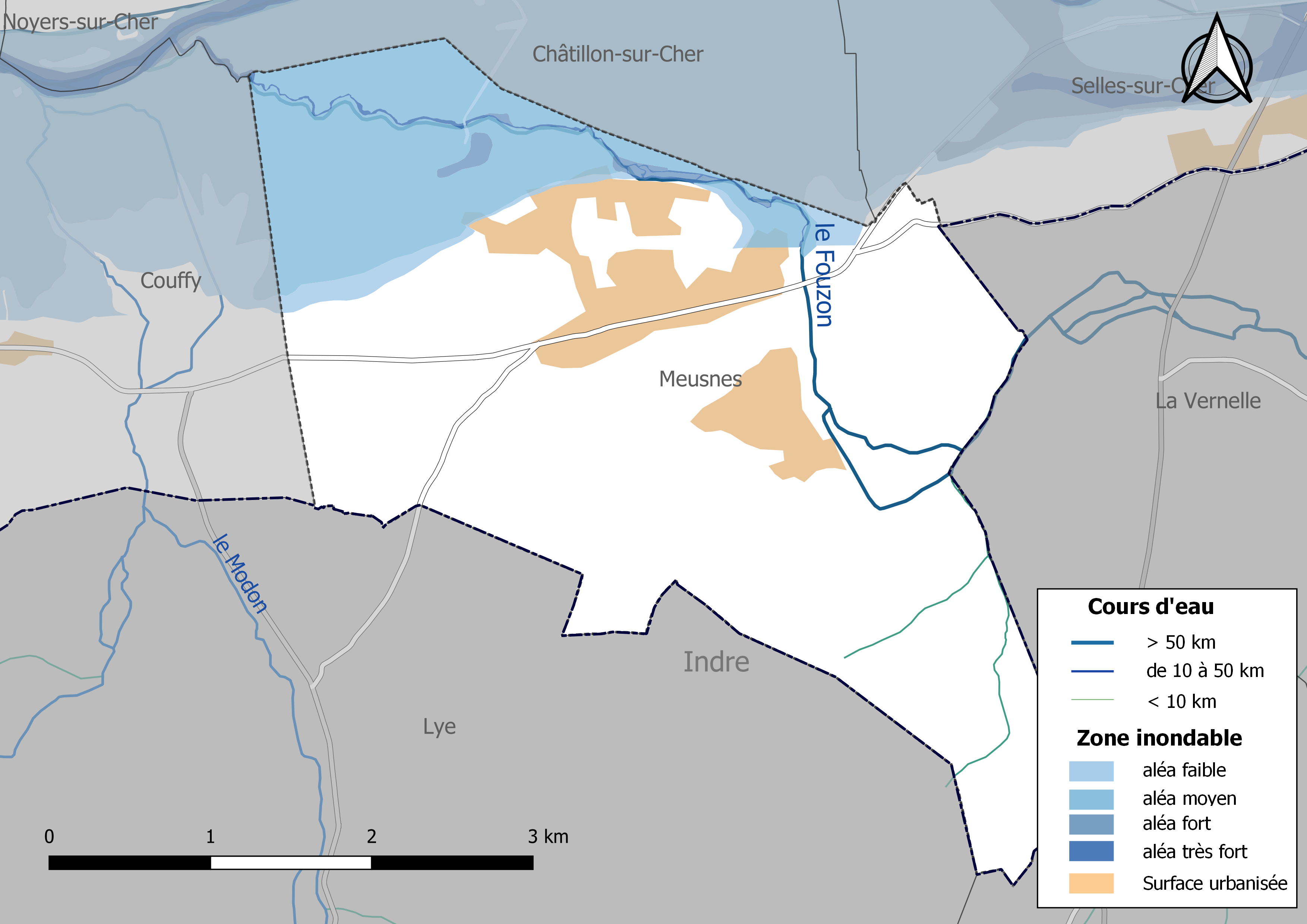
Zones inondables de la commune de Meusnes.

Les mouvements de terrains susceptibles de se produire dans la commune sont soit des mouvements liés au retrait-gonflement des argiles, soit des chutes de blocs, soit des effondrements liés à des cavités souterraines.  Le phénomène de retrait-gonflement des argiles est la conséquence d'un changement d'humidité des sols argileux. Les argiles sont capables de fixer l'eau disponible mais aussi de la perdre en se rétractant en cas de sécheresse. Ce phénomène peut provoquer des dégâts très importants sur les constructions (fissures, déformations des ouvertures) pouvant rendre inhabitables certains locaux. La carte de zonage de cet aléa peut être consultée sur le site de l'observatoire national des risques naturels Georisques. Une autre carte permet de prendre connaissance des cavités souterraines localisées dans la commune.
Les crues du Cher sont moins importantes que celles de la Loire, mais elles peuvent provoquer des dégâts importants. Les crues historiques sont celles de 1856 (5 m à l'échelle de Noyers-sur-Cher), 1940 (4,03 m) et 1977 (3,58 m). Le débit maximal historique est de 1 560 m3/s et caractérise une crue de retour supérieur à cent ans pour Montrichard Val de Cher. Le risque d'inondation est pris en compte dans l'aménagement du territoire de la commune par le biais du Plan de prévention du risque inondation (PPRI) du Cher.

#### Risques technologiques
Le risque de transport de marchandises dangereuses dans la commune est lié à sa traversée par une canalisation de transport de gaz. Un accident se produisant sur une telle infrastructure est en effet susceptible d'avoir des effets graves au bâti ou aux personnes jusqu'à 350 m, selon la nature du matériau transporté. Des dispositions d'urbanisme peuvent être préconisées en conséquence.

## Histoire

### Une histoire liée aux armes à silex

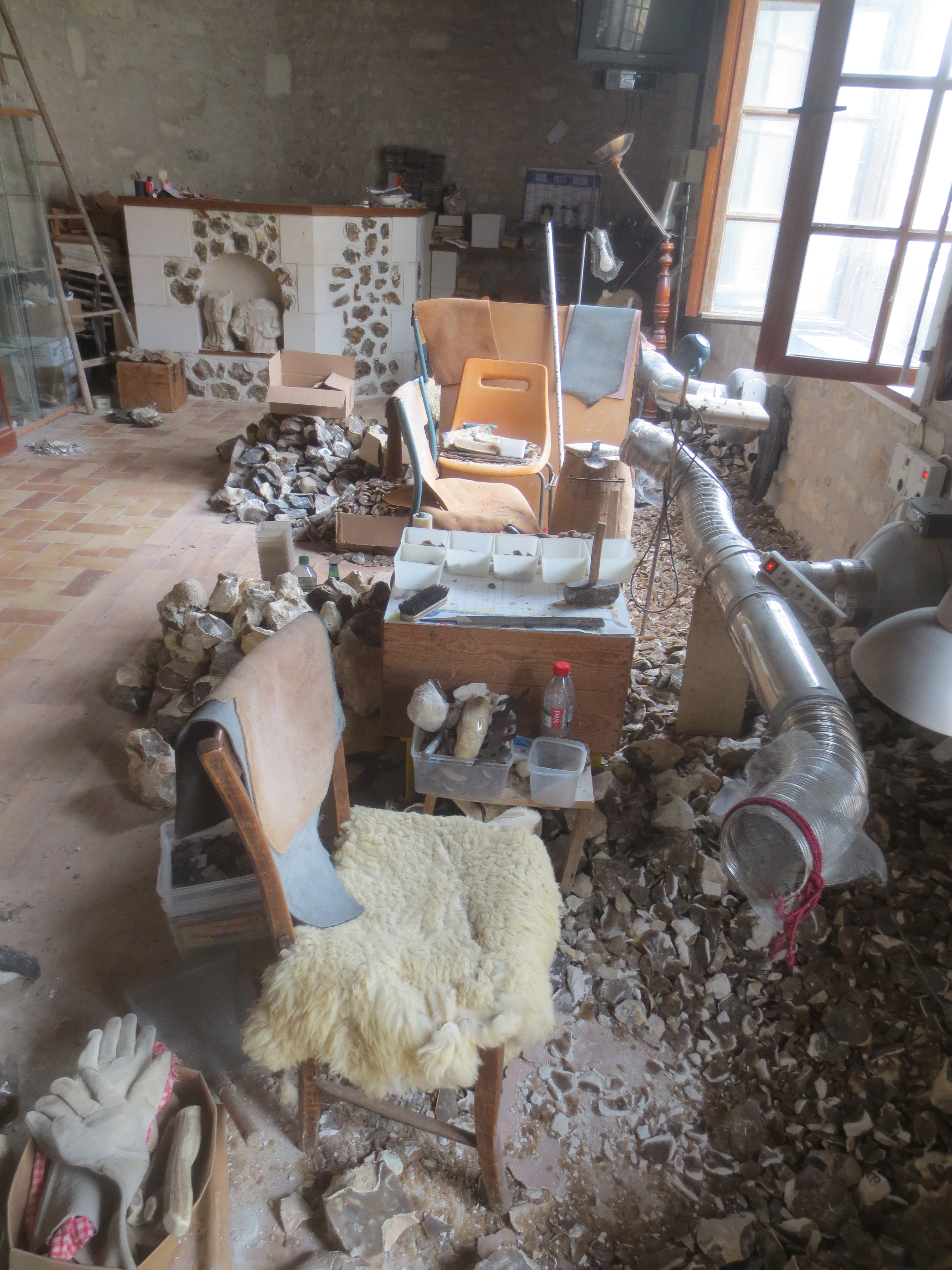
Musée de la pierre à fusil

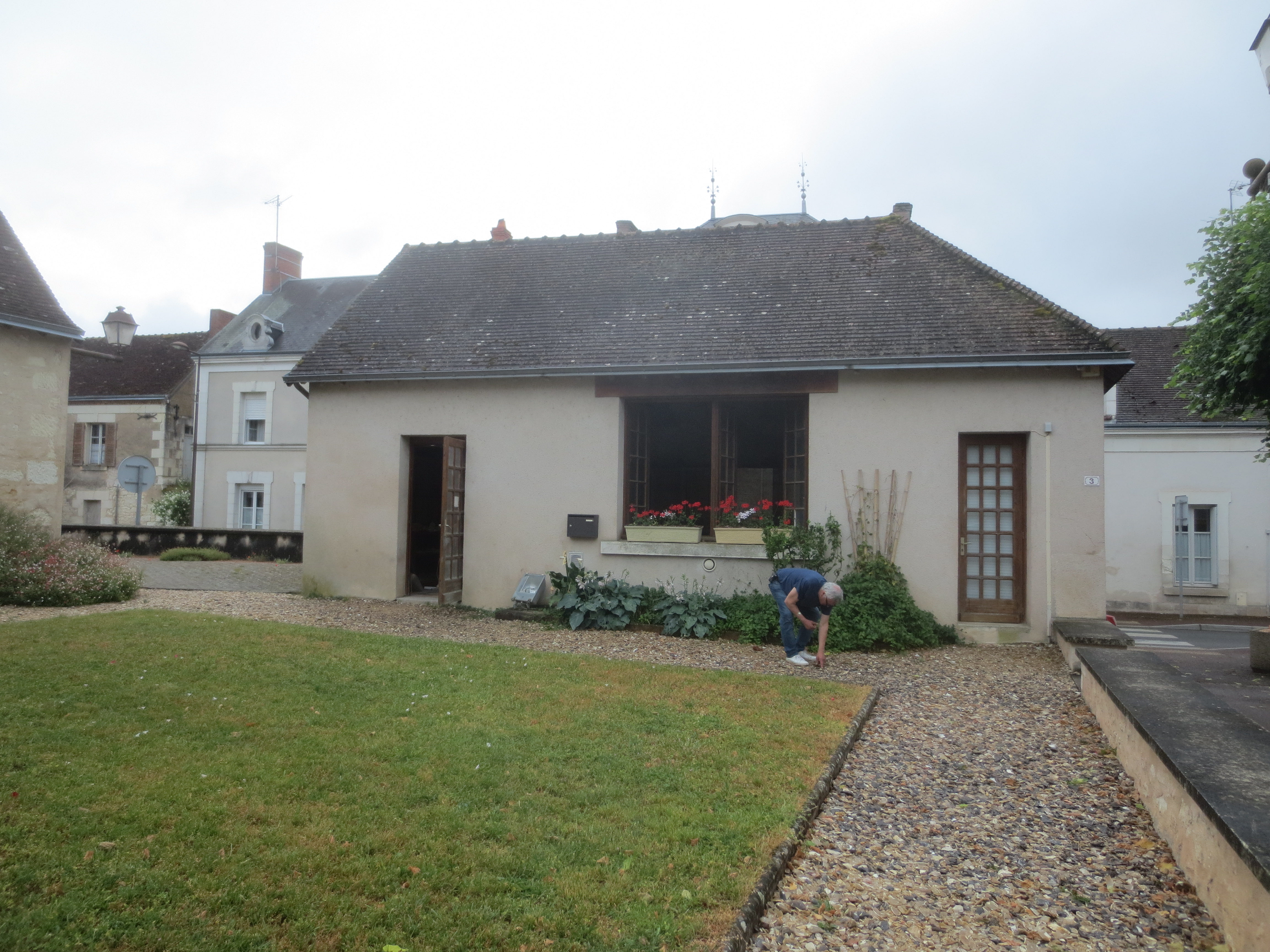
Musée de la pierre à fusil

Du XVIIe au XIXe siècle, Meusnes a été la capitale de la production de la « pierre à fusil ». La zone d'exploitation comprenait les carrières de silex pyromaque les plus importantes de France, et s'étendait également sur les communes voisines de Saint-Aignan, Couffy et Noyers (Loir-et-Cher).
Sur la commune se trouve le musée de la pierre à fusil, créé par Jean-Jacques Dutrieux, qu'il est possible de visiter en s'adressant à Kévin Chartier, tailleur de silex qui perpétue la tradition de la fabrication de silex pour armes anciennes.
Pour les pierres à fusil on recherchait le silex blond et translucide, à cassure lisse assez dure pour produire de bonnes étincelles mais pas trop dure pour ne pas endommager les platines. 
Ce type particulier de silex se trouve dans une veine datant du Crétacé et présent de la pointe du Danemark jusqu'au-delà du Poitou. La profondeur de cette veine varie selon les endroits: assez profonde au Grand-Pressigny, elle est à seulement 10 à 20 mètres de profondeur autour de Meusnes et Couffy. Les bancs géologiques qui contiennent ces silex sont généralement horizontaux, dans une terre crayeuse et marneuse, molle et gélatineuse. Les silex y sont couverts d'une croûte de 9 à 27 cm d'épaisseur, crayeuse, à la texture fine et très spongieuse, blanche, jaunâtre ou rougeâtre selon la couleur du silex qu'elle renferme.

## Politique et administration

### Découpage territorial
La commune de Meusnes est membre de la Communauté de communes Val-de-Cher-Controis, un établissement public de coopération intercommunale (EPCI) à fiscalité propre créé le 1er janvier 2017.
Elle est rattachée sur le plan administratif à l'arrondissement de Romorantin-Lanthenay, au département de Loir-et-Cher et à la région Centre-Val de Loire.
Le décret de l'Assemblée nationale du 12 novembre 1789 décrète qu'« il y aura une municipalité dans chaque ville, bourg, paroisse ou communauté de campagne », mais ce n'est qu'avec le décret de la Convention nationale du 10 brumaire an II (31 octobre 1793) que la paroisse de Meusnes devient formellement « commune de Meusnes »,.

### Liste des maires
| Période                                  | Période    | Identité         | Étiquette      | Qualité |
| ---------------------------------------- | ---------- | ---------------- | -------------- | --- |
| Les données manquantes sont à compléter. |            |                  |                | |
| 1888                                     | 1921       | Sylvain Sinson   |                | |
| Les données manquantes sont à compléter. |            |                  |                | |
|                                          | avril 1941 | Léon Cornu       |                | Révoqué par le gouvernement de Vichy |
| Les données manquantes sont à compléter. |            |                  |                | |
| 1977                                     | 2014       | Alain Persillet, | PRG puis MoDem | Juriste Suppléant de la sénatrice Jacqueline Gourault, Vice-président de la CC Cher - Sologne (2002-2008) Président de la CC Cher - Sologne (2008-2014) |
| 2014                                     | mai 2020   | Daniel Sinson    |                | Retraité de la coopération agricole |
| mai 2020                                 | mars 2022  | Carole Rousseau, | LR             | Agricultrice sur moyenne exploitation |
| mars 2022                                | En cours   | Patrick Gibault  |                | Ancien agriculteur exploitant |

## Population et société

### Démographie

#### Évolution démographique
L'évolution du nombre d'habitants est connue à travers les recensements de la population effectués dans la commune depuis 1793. Pour les communes de moins de 10 000 habitants, une enquête de recensement portant sur toute la population est réalisée tous les cinq ans, les populations de référence des années intermédiaires étant quant à elles estimées par interpolation ou extrapolation. Pour la commune, le premier recensement exhaustif entrant dans le cadre du nouveau dispositif a été réalisé en 2007.

En 2022, la commune comptait 1 039 habitants, en évolution de −5,03 % par rapport à 2016 (Loir-et-Cher : −1,15 %, France hors Mayotte : +2,11 %).
| 1793 | 1800 | 1806 | 1821 | 1831  | 1836  | 1841  | 1846 | 1851  |
| ---- | ---- | ---- | ---- | ----- | ----- | ----- | ---- | ----- |
| 717  | 778  | 813  | 965  | 1 055 | 1 181 | 1 109 | 965  | 1 022 |

| 1856  | 1861  | 1866  | 1872  | 1876  | 1881  | 1886  | 1891  | 1896  |
| ----- | ----- | ----- | ----- | ----- | ----- | ----- | ----- | ----- |
| 1 025 | 1 055 | 1 095 | 1 101 | 1 070 | 1 074 | 1 062 | 1 057 | 1 092 |

| 1901  | 1906  | 1911  | 1921 | 1926 | 1931 | 1936 | 1946 | 1954 |
| ----- | ----- | ----- | ---- | ---- | ---- | ---- | ---- | ---- |
| 1 039 | 1 056 | 1 027 | 958  | 912  | 886  | 938  | 926  | 901  |

| 1962 | 1968 | 1975 | 1982  | 1990  | 1999 | 2006  | 2007  | 2012  |
| ---- | ---- | ---- | ----- | ----- | ---- | ----- | ----- | ----- |
| 965  | 987  | 937  | 1 017 | 1 009 | 945  | 1 001 | 1 009 | 1 073 |

| 2017  | 2022  | - | - | - | - | - | - | - |
| ----- | ----- | - | - | - | - | - | - | - |
| 1 097 | 1 039 | - | - | - | - | - | - | - |

#### Pyramide des âges
La population de la commune est relativement âgée.
En 2018, le taux de personnes d'un âge inférieur à 30 ans s'élève à 28,6 %, soit en dessous de la moyenne départementale (31,3 %). À l'inverse, le taux de personnes d'âge supérieur à 60 ans est de 36,4 % la même année, alors qu'il est de 31,6 % au niveau départemental.
En 2018, la commune comptait 533 hommes pour 561 femmes, soit un taux de 51,28 % de femmes, légèrement inférieur au taux départemental (51,45 %).
Les pyramides des âges de la commune et du département s'établissent comme suit.
| Hommes | Classe d’âge | Femmes |
| ------ | ------------ | ------ |
| 0,6    | 90 ou +      | 1,1    |
| 11,1   | 75-89 ans    | 18,6   |
| 21,2   | 60-74 ans    | 20,0   |
| 20,6   | 45-59 ans    | 20,5   |
| 16,8   | 30-44 ans    | 12,4   |
| 12,9   | 15-29 ans    | 12,8   |
| 16,9   | 0-14 ans     | 14,7   |

| Hommes | Classe d’âge | Femmes |
| ------ | ------------ | ------ |
| 1,1    | 90 ou +      | 2,6    |
| 9,2    | 75-89 ans    | 11,9   |
| 19,7   | 60-74 ans    | 20,4   |
| 20,7   | 45-59 ans    | 20     |
| 16,5   | 30-44 ans    | 16,2   |
| 15,2   | 15-29 ans    | 13,2   |
| 17,6   | 0-14 ans     | 15,7   |

## Culture locale et patrimoine

### Lieux et monuments
- Denis Diderot cite, dans l'Encyclopédie, Meusnes en même temps que Couffy comme « les endroits de la France qui produisent les meilleures pierres à fusil, & presque les seules bonnes ». Elles sont fabriqués à partir de silex blond du Berry et la production aurait atteint près de 40 millions d'unités au début du XIXe siècle. Il existe un musée consacré à cette industrie dans le village[75].
- L'église Saint-Pierre, du XIIe siècle, est classée monument historique.
- Les prairies du Fouzon sont classées Natura 2000.

### Gastronomie
La commune est située sur deux AOC viticoles, le touraine et le valençay ; et trois AOC fromagères, selles-sur-cher, sainte-maure-de-touraine (connu comme « sainte-maure » bien que ce générique désigne tous les fromages de chèvre en bûche) et valençay.

### Personnalités liées à la commune
- Yannick Noah passait ses vacances d'été à Meusnes dans sa jeunesse.